# آرثر إف. هولمز
آرثر إف. هولمز (بالإنجليزية: Arthur F. Holmes)‏ هو فيلسوف أمريكي، ولد في 15 مارس 1924 في دوفر في المملكة المتحدة، وتوفي في 8 أكتوبر 2011 في ويتون في الولايات المتحدة.